# J. Knox Jones, Jr.
J. Knox Jones, Jr. (* 16. März 1929 in Lincoln, Nebraska; † 15. November 1992 in Lubbock, Texas) war ein US-amerikanischer Mammaloge und Hochschullehrer.

## Leben
Jones war der älteste der drei Söhne von Virginia Bowen Jones und James Knox Jones. Er besuchte die öffentlichen Schulen in Lincoln und machte 1947 seinen Abschluss an der Lincoln High School. Noch während seiner Schulzeit wurde sein erster Aufsatz, The lazuli bunting at Lincoln, in der Zeitschrift Nebraska Bird Review veröffentlicht. Seine Eltern förderten und unterstützten sein frühes Interesse an der Naturgeschichte, einschließlich der Herpetologie, die er zusammen mit seinem Freund, dem Acarologen und Herpetologen Richard B. Loomis (1925–1985) betrieb. Die beiden veröffentlichten in den Jahren 1948 bis 1949 vier Arbeiten zu herpetologischen Themen. Jones’ erste Arbeit über Säugetiere Notes on mammals from Richardson County, Nebraska erschien 1949. Es war auch seine erste Veröffentlichung im Journal of Mammalogy und wurde von einem anderen Jugendfreund, Olin L. Webb (1905–1975), mitverfasst. Der 1979 verstorbene Säugetierforscher Robert L. Packard gehörte ebenfalls zu dieser jugendlichen Gruppe von Naturforschern.
1951 erwarb Jones seinen Bachelor of Science an der University of Nebraska-Lincoln in Zoologie mit den Nebenfächern Geschichte und Geologie und 1953 den Master of Arts an der University of Kansas, wo Rollin H. Baker seine Masterarbeit Geographic distribution of the pocket mouse, Perognathus fasciatus über die geografische Verbreitung der Wyoming-Taschenmaus betreute. Anschließend war er Sanitätsoffizier im Rang eines Captains der United States Army und absolvierte von 1953 bis 1955 seinen Militärdienst in Korea und Japan sowie von 1956 bis 1965 in der Reserve. Einen großen Teil seiner aktiven Dienstzeit verbrachte er damit, die Epidemiologie des koreanischen hämorrhagischen Fiebers anhand von Kleinsäugern im Feld zu studieren.
1962 wurde er mit der Dissertation Distribution and taxonomy of mammals of Nebraska unter der Leitung von E. Raymond Hall zum Ph.D. in Zoologie an der University of Kansas promoviert. Im selben Jahr wurde er zum Assistenzprofessor für Zoologie und Assistenzkurator für Säugetiere am Museum für Naturgeschichte der University of Kansas ernannt. 1965 wurde er zum außerordentlichen Professor und außerordentlichen Kurator und 1968 zum Professor und Kurator befördert.
Während seiner Zeit in Kansas war er zudem Assistent (1965–1967) und stellvertretender Direktor des Museums (1967–1971). 1971 wurde er Professor für Biowissenschaften an der Texas Tech University und 1986 zum Professor am Paul-Whitfield-Horn-Lehrstuhl für Biowissenschaften und Museumswissenschaft ernannt. Zudem war er Dekan der Graduate School (1971–1984), stellvertretender Vizepräsident für Forschung (1972–1974) und Vizepräsident für Forschung und Graduiertenstudien (1974–1984). Während seiner Zeit als Dekan der Graduate School führte Jones ein System zur Überprüfung von Graduiertenprogrammen ein, das landesweit als Modell für derartige Evaluierungen bekannt wurde. Die Aufnahmekriterien an der Graduiertenfakultät der Texas Tech wurden unter Jones’ Leitung systematisch angehoben, trotzdem stieg die Zahl der Studienanfänger während seiner Amtszeit an der Graduate School um ca. 40 %. Er entwickelte Verfahren, um die produktive Fakultät sichtbarer zu machen, darunter mit der Herausgabe des Buches Lists of the publications of the Texas Tech faculty.
Jones bekleidete mehrere Ämter in einer Reihe nationaler und regionaler Organisationen, die sich mit Forschung und Graduiertenausbildung befassen, darunter im Vorstand des Gulf Universities Research Consortium von 1974 bis 1983 (im Exekutivausschuss von 1975 bis 1983, als Schatzmeister von 1976 bis 1978 und als Sekretär von 1979 bis 1980), im Council of Graduate Schools in the United States (im Nominierungsausschuss im Jahr 1975, im Exekutivausschuss von 1976 bis 1978, Vorsitzender des Dissertations- und Urheberrechtsausschusses von 1979 bis 1984), in der Conference of Southern Graduate Schools (Vorsitzender des Nominierungsausschusses im Jahr 1979), in der Midwestern Association of Graduate Schools (im Publikationsausschuss von 1975 bis 1978) sowie in Association of Texas Graduate Schools von 1971 bis 1984.
Darüber hinaus war er als außerordentlicher Professor für Tiermedizin an der Texas Tech University tätig. Von 1971 bis 1972 war er stellvertretender Direktor des Texas Tech Museum, von 1971 bis 1984 wissenschaftlicher Mitarbeiter und zum Zeitpunkt seines Todes Kurator und Herausgeber von Museumspublikationen.
Jones unterrichtete eine Vielzahl von Lehrgängen sowohl an der University of Kansas als auch an der Texas Tech und fungierte als Hauptprofessor für 16 Doktoranden und 15 Masterstudenten im Fach Säugetierkunde. Zu den Absolventen, die unter seiner Leitung einen Doktortitel erlangten, zählen bekannte Säugetierforscher wie David M. Armstrong, Elmer C. Birney, John B. Bowles, A. Alberto Cadena, Jerry R. Choate, Larry L. Choate, John P. Farney, G. Lawrence Forman, Hugh H. Genoways, Robert R. Hollander, Thomas H. Kunz, Richard W. Manning, Carleton J. Phillips, Ronald W. Turner, James D. Smith, Moira J. van Staaden, William David Webster und Dallas E. Wilhelm.
Jones’ Hauptforschungsgebiete waren die Systematik, Evolution, Biogeographie und Naturgeschichte der Säugetiere, insbesondere im zentralen Nordamerika und in der Neotropis; pleistozäne und rezente Biogeographie, wobei er sich auf die Lebensräume der Great Plains und der neotropischen Region konzentrierte. Zu seinen mehr als 360 Veröffentlichungen gehören Erstbeschreibungen von über 30 Säugetier-Taxa sowie von drei Parasiten. Er war Autor oder Herausgeber und Mitverfasser von 13 Büchern, darunter Distribution and Taxonomy of Mammals of Nebraska, Recent Mammals of the World - A Synopsis of Families, Pleistocene and Recent Environments of the Central Great Plains, Mammals of the Northern Great Plains und Handbook of Mammals of the North-central States.
Jones bereiste viele Teile der Welt, darunter Asien, Osteuropa, Mexiko, Mittelamerika und die Karibik, aber auch das Zentrum und den Südwesten der Vereinigten Staaten.
1947 wurde er Mitglied der American Society of Mammalogists (ASM) und spielte eine aktive Rolle in den Angelegenheiten der Gesellschaft. Er war fünf Amtszeiten lang Vorstandsmitglied, von 1968 bis 1972 Vizepräsident, von 1967 bis 1973 geschäftsführender Herausgeber des Journal of Mammalogy, von 1972 bis 1974 Präsident und von 1982 bis 1991 Redakteur für Rezensionen. Er führte zu verschiedenen Zeiten den Vorsitz in den Ausschüssen für Nomenklatur, Erhaltung von Landsäugetieren, Editorial, Ehrenmitgliedschaft und den C. Hart Merriam Award. Zu den wichtigsten Initiativen, die er als Präsident unternahm, gehörten die Leitung der ASM-Delegation zum Ersten Internationalen Theriologiekongress nach Moskau, Sowjetunion, gemeinsam mit Robert S. Hoffmann, die Einführung des geografischen Rotationsplans für die Standorte der Jahrestagung, die Einführung des C. Hart Merriam Awards und die Unterstützung der National Science Foundation für ein Komitee zur Bewertung der systematischen Ressourcen in der Säugetierkunde. Darüber hinaus führte er gemeinsam mit Robert L. Packard den Vorsitz des Lokalkomitees für die ASM-Jahrestagung 1976 in Lubbock, Texas. Für seine zahlreichen Beiträge zur ASM und zur Säugetierkunde erhielt Jones 1977 den C. Hart Merriam Award, 1983 den Hartley H. T Jackson Award und 1992 die Ehrenmitgliedschaft.
Die ASM-Ausschüsse für Informationsbeschaffung, Indexierung und Systematische Sammlungen wurden während seiner Präsidentschaft eingerichtet. In anderen wissenschaftlichen Organisationen bekleidete er unter anderem folgende Ämter: Mitglied des Verwaltungsrats (1972 bis 1982), Mitglied des Exekutivausschusses (von 1972 bis 1974) und Schatzmeister (von 1974 bis 1977) der Organization for Tropical Studies, geschäftsführender Herausgeber der Zeitschrift Evolution der Society for the Study of Evolution, Ratsmitglied der Society of Systematic Zoology (von 1969 bis 1972). Er diente der Texas Society of Mammalogists als designierter Präsident (President elect) im Jahr 1984 und als Präsident im Jahr 1985. 1992 wurde er zum Ehrenmitglied ernannt. 1982 wurde er zum Fellow der Texas Academy of Science gewählt, wo er von 1985 bis zu seinem Tod als Redakteur des Texas Journal of Science fungierte.
Im Jahr 1992 erhielt Jones den Distinguished Texas Scientist Award der Texas Academy of Science und im selben Jahr den Donald W. Tinkle Research Excellence Award der Southwestern Association of Naturalists für „bedeutende Beiträge zum Wissen und Verständnis der Biota des Südwestens“. Zu den weiteren Auszeichnungen, die ihm im Laufe seiner Karriere zuteilwurden, gehören der Outstanding Research Award des College of Arts and Sciences der Texas Tech University sowie der Bamie E. Rushing Award für herausragende Forschung. Seine herausragenden Beiträge zu Wissenschaft und Bildung wurden von der Texas Tech University durch die Einrichtung des J. Knox Jones Memorial Scholarship gewürdigt.

## Privates
Jones heiratete Janet Glock aus Rising City, Nebraska, im September 1953. Aus dieser Ehe, die 1985 geschieden wurde, gingen die Töchter Amy Sue, Sarah Ann und Laura Lee hervor. Im Juni 1989 heiratete er Marijane Rountree Davis, ein Fakultätsmitglied der Texas Tech University. Er starb im November 1992 nach einem zweijährigen Kampf gegen seine Krebserkrankung.

## Erstbeschreibungen von J. Knox Jones, Jr.
- Lasiurus insularis Hall & Jones, 1961
- Sturnira ludovici occidentalis Jones & Phillips, 1964
- Reithrodontomys spectabilis Jones & Lawlor, 1965
- Cynomops mexicanus Jones & Genoways, 1967
- Myotis fortidens sonoriensis Findley & Jones, 1967
- Myotis thysanodes pahasapensis Jones & Genoways, 1967
- Pappogeomys bulleri melanurus Genoways & Jones, 1969
- Reithrodontomys paradoxus Jones & Genoways, 1970
- Hylonycteris underwoodi minor Phillips & Jones, 1971
- Artibeus jamaicensis schwartzi Jones, 1978
- Glossophaga morenoi mexicana Webster & Jones, 1980
- Glossophaga soricina handleyi Webster & Jones, 1980
- Glossophaga commissarisi hespera Webster & Jones, 1982
- Glossophaga morenoi brevirostris Webster & Jones, 1984
- Glossophaga bakeri Webster & Jones, 1987
- Myotis thysanodes vespertinus Manning & Jones, 1988

## Dedikationsnamen
Nach J. Knox Jones, Jr. sind die Taxa Geomys knoxjonesi Baker & Genoways, 1975, Ornithodoros knoxjonesi Jones & Clifford, 1972, Domninoides knoxjonesi Dalquest et al., 1996, Eimeria knoxjonesi Hnida, Wilson, Duszynski, 1998 und Blarina brevicauda knoxjonesi Webster, 1996 benannt.
Die Unterart Onychomys torridus knoxjonesi Hollander & Willig, 1992 gilt heute als Synonym der Nominatform der Südlichen Grashüpfermaus.